# Kaapse kanarie
De Kaapse kanarie (Crithagra totta; synoniem: Serinus totta) is een zangvogel uit de familie Fringillidae (vinkachtigen).

## Verspreiding en leefgebied
Deze soort is endemisch in Zuid-Afrika in de zuidelijke Kaapprovincie.